# Odenas
Odenas település Franciaországban, Rhône megyében. Lakosainak száma 943 fő (2022. január 1.). Odenas Charentay, Quincié-en-Beaujolais, Saint-Étienne-des-Oullières, Saint-Étienne-la-Varenne és Saint-Lager községekkel határos.

## Népesség
A település népességének változása:
| Lakosok száma | 896  | 927  | 953  | 927  | 924  | 921  | 932  | 938  | 943  |
|               | 2013 | 2015 | 2016 | 2017 | 2018 | 2019 | 2020 | 2021 | 2022 |